# Göringsreuth (Wunsiedel)
Göringsreuth ist ein Gemeindeteil der Kreisstadt Wunsiedel im Landkreis Wunsiedel im Fichtelgebirge (Oberfranken,  Bayern).
Der Weiler liegt zwei Kilometer westlich der Kreisstadt am Südrand des Zeitelmooses. Im Jahr 2000 lebten in Göringsreuth 17 Personen.

## Geschichte
Der Ort wurde im Jahr 1421/22 in einer Rechnung genannt, als die Einwohner an den markgräflichen Amtmann in Hohenberg als Zins Eier abliefern mussten. Im Landbuch der Sechsämter 1499 werden drei Höfe genannt, die zum Gericht in Schönbrunn gehörten. 1818 gehörte der Weiler zur politischen Gemeinde Hildenbach.